# مارك ديكسون (لاعب كرة قدم)
مارك ديكسون (بالإنجليزية: Mark Dickson)‏ (12 ديسمبر 1981 في المملكة المتحدة - ) هو لاعب كرة قدم بريطاني في مركز الهجوم. لعب مع نادي كروسيدرز ونادي لينفيلد ونادي نورثامبتون تاون ونادي لارن ‏ وDonegal Celtic F.C. ‏ وNewry City F.C. ‏.

## وصلات خارجية
- مارك ديكسون على موقع الاتحاد الأوربي (الإنجليزية)
- مارك ديكسون على موقع قاعدة بيانات كرة القدم.إي يو (الإنجليزية)